# Discover More Kansas
Discover More Kansas es un EP de la banda estadounidense de rock progresivo Kansas y fue publicado en 2007 por Sony BMG Music Entertainment.
Este EP enlista canciones de los álbumes Kansas, Masque, Leftoverture y Monolith, lanzados entre 1974 a 1979.  Solo un tema de este EP —«Dust in the Wind»— entró al Billboard Hot 100.
Todas las canciones de Discover More Kansas fueron incluidas en el compilado The Full Discover Package, lanzado en el mismo año.

## Lista de canciones
| Side one |                           |                       |          |  |
| N.º      | Título                    | Escritor(es)          | Duración |  |
| 1.       | «On the Other Side»       | Kerry Livgren         | 3:28     |  |
| 2.       | «Dust in the Wind»        | Kerry Livgren         | 3:28     |  |
| 3.       | «Journey From Mariabornn» | Steve Walsh / Livgren | 7:55     |  |
| 4.       | «What's On My Mind»       | Kerry Livgren         | 3:28     |  |
| 5.       | «Mysteries and Mayhem»    | Walsh / Livgren       | 4:18     |  |

## Créditos
- Steve Walsh — voz, coros  y teclados
- Kerry Livgren — guitarra y teclados
- Robby Steinhardt — voz, coros y violín
- Rich Williams — guitarra
- Dave Hope — bajo
- Phil Ehart — batería